# Artembar
Artembar je bio medijski plemić čijeg je sina bičevao 10-godišnji Kir Veliki. Prema Nikolaju iz Damaska, Artembar je kasnije prihvatio Kira kao savjetnika na medijskom dvoru. Priča o Artembaru spominje se u Herodotovim djelima:
Kada je dječak Kir imao deset godina, jedan incident koji ću vam sada opisati, otkrit će tko je on zapravo bio. Jednog dana on se igrao u seoskom perivoju gdje su obitavala goveda, zajedno s dječacima njegova uzrasta, na ulici. Ostali dječaci koji su se igrali s njime izabrali su pastirovog sina, kako su ga zvali, za njihovog kralja. Tada je postupio na način da je naredio nekima od njih da mu izgrade kuću, drugima da budu njegovi čuvari, jednom od njih da bude kraljevo oko (obavještajac), drugom pak da bude njegov pismonoša; svi su imali određeni zadatak. Među dječacima našao se i sin Artembara, medijskog velikaša, koji je odbio poslušati Kirovu naredbu. Kir je potom drugim dječacima naredio da ga odvedu u pritvor, a kada su njegove naredbe izvršene, nekoliko puta snažno ga je udario bičem. Nakon što je oslobođen, Artembarov sin pun bijesa zbog postupaka koji nisu priličili njegovom ugledu, pobjegao je u grad gdje se požalio ocu na to što mu je uradio Kir. Naravno, nije imenovao Kira budući kako nije znao njegovo ime, pa ga je nazvao pastirovim sinom. Artembar je potom u afektu bijesa zajedno sa sinom otišao do kralja Astijaga kojem se požalio na ozlijede svog sina. Pokazujući na dječakova ramena rekao je: „Oh Kralju, sin jednog pastira je osramotio naš ugled!“
Vidjevši dječakove rane i čuvši riječi njegova oca, Astijag se želio osvetiti u korist svog plemića pa je poslao da mu dovedu pastira i njegovog sina. Kada su stigli u njegovu blizinu, Astijag je oštro gledao dječaka i upitao ga: „Kako se ti, sin tako nevažnog čovjeka, usuđuješ ponašati prema sinu plemića, jednog od mojih najbližih suradnika?!“ Kir je odgovorio: „Moj kralju, postupio sam prema njemu onako kako je zaslužio. Izabran sam za kralja u igri dječaka iz našeg sela, budući kako su mislili kako sam najbolji za to. On je također bio jedan od dječaka koji su me izabrali. Svi ostali postupili su prema mojim naredbama, dok on nije radio gotovo ništa, sve dok nije dobio ono što mu pripada. Ako zbog toga zaslužujem kaznu, potpuno sam spreman prihvatiti ju.“
Prema ovoj Herodotovoj priči, Astijag je prema ponašanju, izgledu i starosti prepoznao Kira kao svog unuka, kojeg je deset godina ranije dao pogubiti budući kako je sanjao da će njegova kći Mandana roditi sina koji će ga svrgnuti s prijestolja. Nakon Kirovih riječi poručio je Artembaru i njegovom sinu kako će pastirov dječak biti kažnjen na odgovarajući način a potom im naredio da odstupe, pa je razgovor nastavio s pastirom Mitridatom koji je odgojio Kira. On mu je odbio priznati kako je prisvojio dječaka kojeg mu je poslao Harpag i uporno je tvrdio kako se radi o njegovom sinu, sve dok mu Astijag nije zaprijetio svojim dvorskim kopljanicima nakon čega mu je priznao cijelu priču.

## Poveznice
- Medijsko Carstvo
- Kir Veliki
- Astijag

## Vanjske poveznice
- Aubrey De Sélincourt i John Marincola: Herodotus's The histories, str. 53.
- Artembar (Artembares), AncientLibrary.com